# Pagrus różowy
Pagrus różowy, pagrus karaibski, pagrus (Pagrus pagrus, opisywany też jako Pagrus orphus – gowik, pagrus złoty) – gatunek ryby okoniokształtnej zaliczanej do rodziny prażmowatych (Sparidae). Został opisany po raz pierwszy przez Linneusza pod nazwą Sparus pagrus.

## Zasięg występowania
Ryba ta występuje w pasie wód przybrzeżnych środkowej części wschodniego i zachodniego Oceanu Atlantyckiego oraz w Morzu Śródziemnym i Morzu Czarnym. Przebywa najczęściej nad piaszczystym dnem i na łąkach trawy morskiej.

## Charakterystyka
Pagrus osiąga długość ciała do 70 cm (maksymalnie 91 cm), a jej masa dochodzi do ok. 6 kg (maksymalnie 7,7 kg). Ubarwienie tej ryby jest rudobrązowe, często z pomarańczowym odcieniem, brzuch jaśniejszy. Pożywienie pagrusa stanowią różnego typu bezkręgowce (skorupiaki i mięczaki) oraz larwy i narybek innych gatunków ryb. Tarło odbywa z końcem lata, narybek przebywa na płyciznach, a dorosłe osobniki bytują w głębszych partiach wód.

## Znaczenie gospodarcze
Ma duże znaczenie w rybołówstwie. Poławiany w wędkarstwie. W akwarystyce prezentowany w dużych akwariach publicznych.

## Zagrożenie i ochrona
Jest gatunkiem najmniejszej troski.